# Albert Spaggiari
Albert Spaggiari (14 de diciembre de 1932 – 8 de junio de 1989), apodado Bertito, fue un mercenario francés principalmente conocido como el organizador del espectacular «robo del siglo», ocurrido entre o involucrado en la organización terrorista OAS.

## Juventud
Spaggiari nació en Laragne-Montéglin, en el departamento de los Hautes-Alpes. Creció en Hyères, donde su madre regentaba una tienda de lencería. 
Se dice que cometió su primer robo, el de un diamante, para regalárselo a una novia. Posteriormente entraría en la Legión Extranjera Francesa (posiblemente para huir de la justicia) y luchó como paracaidista en la guerra de Indochina.
Durante la guerra de Independencia de Argelia trabajó para la OAS, una organización clandestina antigaullista y antidescolonizadora. A pesar de que probablemente era más un simpatizante que un verdadero activista, Spaggiari fue condenado a varios años de prisión por sus actividades en la OAS; durante su reclusión, escribió su primer libro autobiográfico, Faut pas rire avec les barbares («No hay que reírse con los bárbaros»).

## Robo
En 1974 era propietario de un estudio fotográfico en Niza y vivía en una casa en las colinas de dicha ciudad llamada Les Oies Sauvages, pero, aparentemente, pronto se aburrió de su vida como honrado ciudadano de clase media. Cuando se enteró de que las cloacas pasaban cerca de la cámara de la Société Générale, Spaggiari comenzó a planear cómo penetrar en ella. Decidió hacerlo cavando un túnel para entrar por debajo. Para comprobar la posible existencia de aparatos de detección sísmica o acústica, alquiló una caja en la cámara y colocó en ella un sonoro despertador, configurando su alarma para que sonase por la noche. De hecho, la cámara no contaba con ningún tipo de alarma que la protegiese puesto que era considerada impenetrable; el muro de su puerta era extremadamente grueso y no había maneras obvias de acceder por las otras paredes.
Spaggiari se puso en contacto con criminales profesionales de Marsella: aunque nunca se ha confirmado, probablemente contó con el apoyo de Gaëtano Zampa para ensamblar un equipo que completó con algunos de sus amigos de la OAS, incluyendo a Gaby Anglade (que intentó asesinar a Charles De Gaulle) y al estafador Jean Kay. Sus hombres se abrieron camino por las alcantarillas y comenzaron una labor de dos meses, en la que cavaron un túnel de ocho metros de longitud que iba desde la alcantarilla hasta el suelo de la cámara. Spaggiari tomó muchas precauciones durante este periodo. Sus hombres trabajaban en extensas jornadas, cavando continuamente y, para evitar cualquier riesgo para la misión, les ordenó que no tomasen ni alcohol ni café, y durmiesen al menos diez horas por cada turno.
El 16 de julio de 1976, durante un largo fin de semana debido a la festividad por el Día de la Bastilla, la banda de Spaggiari logró entrar en la cámara. Abrieron 400 depósitos y se estima que robaron unos 60 millones de  francos en efectivo, bonos y bienes.
Pasaron tres días abriendo las cajas de seguridad. Descartaban lo que consideraban ahorros personales y tomaban el resto, joyas, bonos al portador y valores. También hallaron, dentro de algunas cajas, comprometedoras fotos de desnudos de algunos de los más ricos y famosos ciudadanos locales: las pegaron a las paredes de la cámara. Tal fue la calma con la que trabajaron durante el fin de semana que Spaggiari mandó a unos de sus hombres a comprar comida, vino, quesos y paté, y cocinaron dentro de la bóveda. Antes de marcharse, a las 5 de la mañana del lunes 20 de julio, Spaggiari tomó un aerosol de pintura y escribió sobre una pared  lo que se convertiría posteriormente en una famosa frase y que daba cuenta de su mística y filosofía de vida: «Ni armes, ni violence et sans haine» («Ni armas, ni violencia y sin odio»). 
Tras ser detenido, Spaggiari eligió a Jacques Peyrat, un veterano de la Legión Francesa, como su abogado defensor. Aunque al principio negó su participación en el asalto, acabó reconociéndola pero afirmando que su objetivo era financiar a una organización política secreta llamada la «Catena» ("cadena" en italiano), que parecía existir solo en su imaginación.
Durante las audiencias, Spaggiari urdió un plan de fuga: creó un documento ficticio que presentó como evidencia, codificándolo para que el juez Richard Bouaziz tuviese que descifrarlo, lo cual le distrajo, momento que Spaggiari aprovechó para saltar por una ventana, aterrizar sobre el techo de un coche estacionado y huir en una motocicleta que lo esperaba. Algunos informes afirman que el propietario del coche sobre el que cayó recibió posteriormente en su correo un cheque por valor de 5000 francos, como compensación por los daños sufridos en el techo de su coche.
Medios izquierdistas afirmaron posteriormente que Spaggiari había recibido ayuda de sus amigos políticos, en particular de exmilitantes de la OAS cercanos al alcalde de Niza, Jacques Médecin. Estas acusaciones forzaron a Médecin a pasar por una segunda vuelta electoral en las elecciones locales de 1977.
En 1995, Jacques Peyrat acusó a Christian Estrosi, por aquel entonces ministro francés y antiguo campeón motociclista, de ser el conductor de la moto en la que huyó Spaggiari; pero posteriormente Estrosi demostró que ese día se encontraba en el circuito de Daytona International Speedway.

## Vida como fugitivo
Spaggiari vivió hasta su muerte como fugitivo y jamás fue atrapado. Sentenciado in absentia a cadena perpetua, se sometió supuestamente a una intervención de cirugía plástica, posiblemente pasando el resto de su vida en Argentina y en Río de Janeiro donde fue fotografiado mientras bromeba junto a Ronnie Biggs. Sin embargo, se dice que Spaggiari volvió varias veces de forma clandestina a Francia, visitando a su madre o a su esposa 'Audi'. Por la publicación de su último libro, Le journal d'une truffe, concedió una entrevista a Bernard Pivot para el programa de televisión Apostrophes, la cual fue supuestamente grabada en Francia. 
Según un documento desclasificado por la CIA en 2000 y publicado por la Agencia de Seguridad Nacional estadounidense, Michael Townley, el agente internacional de la CIA responsable del asesinato en 1976 de Orlando Letelier (miembro del gobierno de Salvador Allende) en Washington, mantenía contacto con Spaggiari. La información contenida en este documento sugiere que Spaggiari (nombre clave 'Daniel') dirigía operaciones auspiciadas por la DINA.
Supuestamente, Spaggiari falleció bajo «circunstancias misteriosas». La prensa informó que su cuerpo fue hallado por su madre frente a su casa el 10 de junio de 1989, siendo trasladado de vuelta a Francia por amigos desconocidos. Sin embargo, actualmente la creencia general es que su esposa 'Audi' estaba con él en el momento de su muerte por cáncer de garganta el 8 de junio de 1989, en una casa rural en Belluno, Italia. Llevó el cadáver desde Belluno a Hyères, mintiendo a la policía puesto que transportar un cadáver constituye un delito.[cita requerida]
El resto del botín del asalto nunca ha sido hallado. En una entrevista que diera en la clandestinidad Spaggiari, declaró que nunca le interesó realmente el botín del robo, sino que lo hizo solamente por el desafío.